# Château du Chillou
Le Château du Chillou est un château-fort féodal situé dans la commune de Jaulnay dans le département d'Indre-et-Loire ; il relevait à foi et hommage-lige de Faye-la-Vineuse.
Le château (et ses douves) fait l’objet d’une inscription au titre des monuments historiques depuis le 14 novembre 1951.

## Historique
Selon l'érudit Carré de Busserolle, la lignée des seigneurs du Chillou est connue depuis Hardouin Maumoine (ou Maumoigne), écuyer, seigneur de Chavigny (fl. 1329).
- Après lui, on trouve Pierre Maumoine (fl. 1370 ; son fils ?, en tout cas un parent), père de : 
  - Martine-Jeanne Maumoine, qui épousa 1° Émery de la Grézille (fl. 1385), 2° Guillaume Ier Le Roy, et 3° Macé de Gémages (fl. 1424-1426 ; il était veuf de la capétienne Alix de Dreux-Beu-Bossart, fille d'Étienne Gauvain Ier de Dreux (1330-1394), vicomte de Dreux : cf. l'article Châteauneuf). Martine-Jeanne (elle testa en mars 1424) et son second mari Guillaume Le Roy eurent pour fils : 
    - Guillaume II Le Roy, aussi seigneur de Chavigny, de la Baussonnière et de Basses[4], marié en 1398 à Jeanne de Dreux-Bossart, sœur puînée d'Alix de Dreux ci-dessus, dont : Gauvain Le Roy de la Baussonnière, et son frère aîné : 
      - Guillaume III Le Roy (1410-1479), seigneur du Chillou et de Chavigny, chambellan de Charles du Maine, capitaine du château de Montlhéry en 1436, marié en 1442 à Françoise, fille d'Ambroise de Fontenay (fl. vers 1430 ; Carré de Busserolle : Dictionnaire de Touraine, t. III, p. 97), sgr. de Saint-Cassien en Loudunais et de St-Clet, d'où : 
        - René Le Roy (1450-1512), sire de Chavigny et de la Baussonnière, conseiller-chambellan de Louis XI et Charles VIII, époux en 1481 de Madeleine Gouffier. Postérité, dont : 
          - Antoinette Le Roy, x 1508/1518 François (de) Prunelé de Gazeran et d'Herbault : d'où René Prunelé, marié à la capétienne Anne de Dreux-Bossart, baronne d'Esneval et vidame de Normandie (cf. l'article Châteauneuf ; Postérité)
          - Louis Le Roy, sgr. de Chavigny et la Baussonnière, conseiller-chambellan du roi, gentilhomme ordinaire de la Chambre du Roi, capitaine des Gardes et des 60 archers (1517). Postérité de ses noces en 1515 avec Antoinette, fille d'Adam de St-Père de Clinchamp[5] : 
            - François Le Roy (v. 1519-† février 1606), sgr. de Chavigny et de la Baussonnière, comte de Clinchamp (décembre 1565, enregistré en juin 1566), sans postérité de ses épouses 1° 1545 Antoinette, fille de François II de La Tour d'Auvergne, vicomte de Turenne, et 2° 1577 Renée, fille d'Odet d'Avaugour et de Vertus
            - Madeleine Le Roy, x 1550 Jean III de Rouville de Grainville, d'où la suite des comtes de Clinchamp et des sires de Chavigny (voir à cet article).

          - Gilles Le Roy († 1539), panetier du roi en 1529
          - François Le Roy († octobre 1515), Grand-aumônier de France en 1514-1515
          - Jacques Le Roy († 1572), archevêque de Bourges, abbé de Déols, Villeloin, Saint-Florent de Saumur et Cluny

        - Guillaume Le Roy, évêque de Maguelonne en 1487-1488
        - Catherine Le Roy, femme de Bertrand II de La Jaille (branche loudunaise) († 1496), sgr. de la Roche-Talbot, conseiller-chambellan de Charles VIII (Postérité : cf. Bertrand II de la Jaille, sur Geneanet Pierfit)
        - Guyon Le Roy (v. 1455-1528), vice-amiral de France, bâtisseur du Havre-de-Grâce, sire du Chillou et de Mondon, marié avec Isabeau de Beauval, dame de Villeroye, d'où entre autres : 
          - Gilles Le Roy ; Françoise Le Roy, x 1515 René de Maillé de L'Islette ;
          - Anne Le Roy, dame du Chillou, mariée en 1506 à François III du Plessis de Richelieu, d'où la succession du Chillou.

François III du Plessis, seigneur de Richelieu, et sa femme Anne Le Roy du Chillou sont suivis par leur fils aîné - Louis Ier du Plessis († 1551 ; frère entre autres de Jacques, évêque de Luçon), seigneur de Richelieu et de La Vervollière, lieutenant d'une compagnie de gendarmes, marié en 1542 à Françoise de Rochechouart-Faudoas ; Père de - Louis II du Plessis († célibataire en 1555, tué dans une querelle), seigneur de Richelieu, échanson du roi Henri II et lieutenant de la compagnie d'ordonnance du duc de Montpensier ; Suivi de son frère cadet - François IV du Plessis de Richelieu (1548-1590), époux de Suzanne de La Porte, demi-sœur d'Amador et tante de Charles de La Porte ; Père - d'Henri du Plessis de Richelieu (v. 1580-1619), mestre de camp ; Son dernier frère, - le cardinal de Richelieu (1585-1642), évêque de Luçon, duc de Richelieu, principal ministre de Louis XIII, dit le marquis du Chillou dans sa jeunesse (1597), héritier de la seigneurie en 1619 ; 
Comme Faye-la-Vineuse ou L'Ile-Bouchard, le Chillou est intégré au duché-pairie de Richelieu érigé en 1631. Le cardinal est suivi de son petit-neveu - Armand-Jean de Vignerot du Plessis (1629-1715), 2e duc de Richelieu ; Père de - Louis-François-Armand de Vignerot du Plessis de Richelieu (1696-1788), 3e duc de Richelieu, maréchal de France, académicien ; Père de - Louis-Antoine-Sophie de Vignerot du Plessis (1737-1791), 4e duc de Richelieu.

## Pour en savoir plus